# Szúrósfenyő

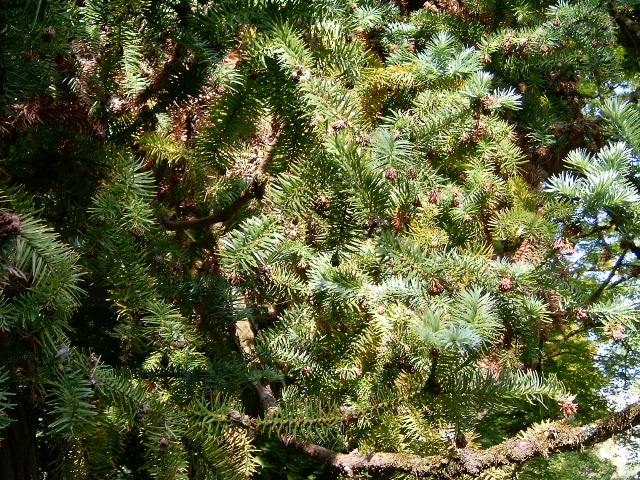
Kínai szúrósfenyő (Cunninghamia lanceolata) tűlevelei

A szúrósfenyő (Cunninghamia) a fenyőalakúak (Pinales) rendjébe sorolt ciprusfélék (Cupressaceae) családjának egyik nemzetsége két recens és egy kihalt fajjal.

## Származása, elterjedése
A Távol-Kelet déli részén őshonos:
- Kínában,
- Laoszban,
- Tajvanon,
- Vietnám és
- talán Kambodzsában;

Japánba valószínűleg úgy telepítették be, még ha régen is. Eredeti elterjedése nehezen rekonstruálható, mert értékes fája miatt az ókori időktől ültetik.
Eredetileg úgy tartották, hogy a kínai szúrósfenyő a kontinensen fejlődött ki, a tajvani pedig Tajvan szigetén, ám kiderült, hogy utóbbinak szép állományai nőnek Vietnám és Laosz ritkán lakott, művelésbe biztosan nem vont hegyvidékein.

## Megjelenése, felépítése
Nagyobb bokorból kedvezőtlen termőhelyen legfeljebb kisebb fává cseperedik. Kedvező környezetben eléri az 50 m magasságot, törzsének kerülete a 3 métert. Törzse általában egyenes, karcsú, kúp alakú koronával. Vastag, hosszában felrepedező kérgének színe a sötétszürkétől a sötétbarnáig változó, időnként vörhenyes árnyalattal.
Fényeszöld levelei igen szúrósak. Néhány centiméter átmérőjű, gömbölyű vagy tojásdad tobozai többnyire a hajtások végein ülnek.

## Életmódja, termőhelye
A meszes talajt nem kedveli. A szélvédett, párás környezetet kedveli. Eredeti elterjedési területe a hideg szubtrópusitól a hideg mérsékelt égövig húzódik, kettős (tavaszi + őszi) csapadékmaximummal.

## Felhasználása
Kiváló épületfa és szobrok faragására is fölöttébb alkalmas. A páfrányfenyő (Ginkgo biloba) mellett főleg kínai szúrósfenyőből faragták a buddhista templomok oromzatait és szobordíszeit.
Főleg a kínai szúrósfenyőt ültetik előszeretettel dísznövénynek. Számos kertészeti változata között olyan is akad, amelyet Magyarországon szelektáltak ki.